# SN 1988ae
SN 1988ae – supernowa odkryta 15 września 1988 roku w galaktyce M+02-53-02. W momencie odkrycia miała maksymalną jasność 16,50m.